# ادموند (کانزاس)
ادموند (به انگلیسی: Edmond) شهری در ایالت کانزاس کشور ایالات متحده آمریکا است که جمعیت آن در سرشماری سال ۲۰۱۰ میلادی، ۴۹ نفر بوده‌است.